# Salim Alijow Ibrow
Salim Alijow Ibrow – somalijski polityk, tymczasowy premier Somalii od 29 października 2007 do 24 listopada 2007, po rezygnacji ze stanowiska Alego Mohammeda Ghediego.

## Życiorys
Salim Alijow Ibrow pochodzi z klanu w południowej Somalii. Ukończył weterynarię we Włoszech. W czasach rządów prezydenta Siada Barre wykładał na Uniwersytecie w Mogadiszu. 
Przed objęciem funkcji premiera, od listopada 2004 zajmował w rządzie Ghediego stanowisko wicepremiera. Ponadto, w latach 2004-2006 był ministrem finansów, a następnie od 2006 do 2007 ministrem ds. żywego inwentarza. Od lutego 2007 sprawował natomiast funkcję ministra kultury i szkolnictwa wyższego. 
Ibrow bez powodzenia ubiegał się o stanowisko przewodniczącego parlamentu w styczniu 2007. Był również Komisarzem Narodowym UNESCO w Somalii. 22 listopada 2007 prezydent Abdullahi Yusuf mianował nowym szefem rządu Nur Hassana Husseina, który objął urząd po zaprzysiężeniu w dniu 24 listopada 2007.